# 청주 충청도병마절도사영문
청주 충청도병마절도사영문(淸州 忠淸道兵馬節度使營門)은 충청북도 청주시 상당구, 청주읍성 안에 있던 충청도병마절도사영의 출입문이다. 1976년 12월 21일 충청북도의 유형문화재 제15호 충청도병마절도사영문(忠淸道兵馬節度使營門)로 지정되었으나, 2013년 1월 18일 현재의 문화재 명칭으로 변경되었다.

## 개요
청주읍성 안에 있던 충청도병마절도사영의 출입문이다. 병영의 출입문은 보통 원문이라고 부르며, 좌우로 담장이 이어져 병영을 에워싸고 있다. 충청도병마절도사영은 당초 충남 해미현에 있다가 조선 효종 2년(1651)에 이곳으로 옮기었다. 1988년까지 ‘청녕각’으로 잘못 알려져 서원현감 이병정이 세운 것으로 여러 책자에 기록되어 있다.
앞면 3칸·옆면 2칸의 규모이며, 지붕 옆면이 여덟 팔(八)자 모양인 팔작지붕집이다. 네모진 높은 주춧돌 위에 세운 2층의 누문으로, 아래층의 중앙에는 문을 달아 출입하고 위층은 마루를 깔고 난간을 둘렀다.
호서읍지와 청주읍지를 보면 정곡루가 병영에 있음을 분명히 기록하고 있다. 병영내에 누각은 통군루와 정곡루가 있을 뿐인데 '충청병영도'와 '청주읍성도'에 통군루는 문루 안쪽의 서편에 있는 2층 건물로 나타나 있어, 정곡루가 바로 문루의 명칭이었음을 알 수 있다.
조선 후기 병영이나 수영(水營)의 출입문 양식을 그대로 보여주고 있는 성곽건축이다.

## 참고 자료
- 청주 충청도병마절도사영문 - 국가유산청 국가유산포털